# 1234 (песня)
«1234» — песня канадской певицы Файст с третьего студийного альбома The Reminder. Написана Файст в сотрудничестве с австралийской певицей, мультиинструменталисткой и продюсером Салли Селтманн. Композиция была издана 5 сентября 2007 года лейблами Cherrytree/Interscope, Arts & Crafts в качестве второго сингла в поддержку альбома и стал самым успешным хитом певицы в её карьере. Песня получила 2 номинации на премию Грэмми и выиграла Juno Award в категории Лучший сингл года в Канаде.

## История
«1234» впервые появилась на американских радиостанциях рок-музыки, где была запущена 5 сентября 2007 года лейблами Cherrytree/Interscope и Arts & Crafts в качестве четвёртого в США сингла с The Reminder.
Песня выиграла Juno Award в категории Лучший сингл года в Канаде. Кроме того, песня получила 2 номинации на премию Грэмми (Лучший женский поп-вокал и Лучший видеоклип), а певица и её альбом ещё две номинации как Лучший новый исполнитель и Лучший поп-альбом.
Журнал Rolling Stone включил песню в свой список лучших песен 2007 года (№ 19 в списке «100 Best Songs of 2007») и под № 9 в список читателей «Readers' 25 Best Songs of 2007». Сайт  Amazon.com поставил песню на позицию № 5 в своём списке «Best Songs of 2007».

## Реакция критиков
«1234» получил положительные отзывы музыкальных критиков и интернет-изданий, например таких как The 405

## Коммерческий успех
Сингл «1234» достиг позиции № 4 в американском цифровом чарте US Hot Digital Songs, а также позиции № 8 в основном чарте США Hot 100, позиции № 10 в Pop 100 и № 34 в Modern Rock Tracks. К 25 июлю 2011 тираж сингла «1234» превысил 1,2 млн цифровых загрузок в США. В Великобритании сингл достиг позиции № 8, а в Канаде позиции № 2.
Сингл достиг позиции № 34 в чарте en:Triple J Hottest 100 и позиции № 1 в чарте Top-selling Songs of 2007 сайта Amazon.com
Журнал Time включил песню «1234» в список 10 лучших песен 2007 года (став № 2 в The 10 Best Songs of 2007, уступив первое место только песне «Rehab» Эми Уайнхаус).

## Чарты

### Еженедельные чарты
| Чарт (2007—08)                                   | Высшая позиция |
| ------------------------------------------------ | -------------- |
| Australia (ARIA)                                 | 36             |
| Australia Hitseekers (ARIA)                      | 1              |
| Belgium (Ultratip Flanders)                      | 19             |
| Brazilian Singles Chart (ABPD)                   | 33             |
| Canada (Canadian Hot 100)                        | 3              |
| European Hot 100 Singles (Billboard)             | 20             |
| Germany (GfK Entertainment)                      | 75             |
| Ирландия (IRMA)                                  | 33             |
| Netherlands (Mega Single Top 100)                | 97             |
| Scottish Singles Chart (Official Charts Company) | 43             |
| Slovakia (IFPI)                                  | 54             |
| Switzerland (Schweizer Hitparade)                | 63             |
| UK Singles Chart (Official Charts Company)       | 8              |
| US Billboard Hot 100                             | 8              |
| US Adult Top 40 (Billboard)                      | 30             |
| US Alternative Songs (Billboard)                 | 34             |
| US Hot Digital Songs (Billboard)                 | 4              |

### Годовые итоговые чарты
| Чарт (2008)               | Высшая позиция |
| ------------------------- | -------------- |
| Канада (Canadian Hot 100) | 35             |
| Канада(AC, Billboard)     | 5              |

## Сертификации
| Регион                                                                      | Сертификация  | Продажи   |
| --------------------------------------------------------------------------- | ------------- | --------- |
| Канада (Music Canada)                                                       | 2× Платиновый | 160 000   |
| Великобритания (BPI)                                                        | Золотой       | 400 000   |
| США (RIAA)                                                                  | 2× Платиновый | 2 000 000 |
| Данные о продажах + прослушиваниях приведены только на основе сертификации. |               |           |